# Krishnatermes yoddha
Krishnatermes yoddha (лат.) — ископаемый вид термитов, единственный в роде Krishnatermes из семейства Termitidae. Обнаружен в бирманском янтаре (Юго-Восточная Азия, Мьянма, меловой период, около 100 млн лет). В 2021 году была пересмотрена классификация низших групп термитов в результате открытия новых ископаемых групп и род выделен в отдельное семейство Krishnatermitidae.

## Описание
Это самый древний термит (вместе с одновременно описанным Ginormotermes rex), у которого обнаружена социальность. В янтаре сохранились все касты, включая рабочих, солдат и половых особей. Ранее в столь древних находках мелового периода фигурировали только половые особи: крылатые или бескрылые самки и самцы. Предыдущая древнейшая находка с рабочей кастой и солдатами, доказывающая наличие социальности, датируется миоценом (17—20 млн лет назад).
Название рода Krishnatermes является производным от фамилии крупного американского термитолога Кумары Кришны (Kumar Krishna, 1928—2014) и слова Termes, имени типового рода Termitidae. Вид был впервые описан в 2016 году американскими палеоэнтомологами Майклом Энджелом (Engel, Michael S.), Филлипом Барденом (Phillip Barden), Марком Риччио (Mark L. Riccio) и Дэвидом Гримальди (Grimaldi, David A.) и назван yoddha в честь героя эпоса древней Индии Yoddha, сына бога и демона.